# Saint Seiya Ω
Saint Seiya Ω (聖闘士星矢Ω?, Seinto Seiya Omega) è una serie televisiva anime della Toei Animation, sequel spin-off della più nota serie animata del 1986 I Cavalieri dello zodiaco (Saint Seiya), basata sul fumetto del 1985 di Masami Kurumada. La serie è stata annunciata dalla casa di produzione il 6 febbraio 2012 ed è stata trasmessa su TV Asahi a partire dal 1º aprile dello stesso anno fino al 30 marzo 2014.
Ambientata "più di dieci anni dopo" la guerra contro Ade, vede come protagonisti un nuovo gruppo di cavalieri tra cui Kouga di Pegasus, figlio adottivo di Saori Kido, reincarnazione della Dea Atena.
Un adattamento manga dei primi episodi della seconda stagione (in onda a partire dal 7 aprile 2013) è stato pubblicato dalla Kadokawa Shoten sulla rivista Kerokero Ace, e poi raccolto in un volume one shot dal titolo Saint Seiya Ω - Capitolo della Nascita dei New Cloth (聖闘士星矢Ω－新生聖衣誕生編?, Seinto Seiya Omega - Nyū Kurosu tanjō-hen).

## Trama

### Prima stagione
Sono passati alcuni anni dalla sconfitta di Ade, e la pace regna sulla Terra, fino a quando Mars, signore del pianeta rosso, decide di attaccarla con i suoi seguaci, i Martian (火星士?, Māshian). Al culmine di un attacco di Mars al Sanctuary (聖域?, Sankuchuari), Seiya (ora divenuto Gold Saint di Sagittarius), nel tentativo di proteggere Saori Kido (reincarnazione di Atena e dea protettrice della Terra) e un piccolo bambino apparso misteriosamente (in seguito adottato da lei e chiamato Kouga) scompare indebolendo parecchio il nemico, che dovrà fermarsi per molto tempo proprio su Marte per recuperare le forze.
Dopo tredici anni Mars riappare di fronte a Saori e riesce a rapirla. Toccherà quindi all'ormai adolescente Kouga, divenuto il nuovo Saint di Pegasus, a combattere per salvarla. Durante il suo viaggio il giovane incontrerà il Saint di Lionet, Souma, con cui si recherà ad un'accademia fondata da Atena per permettere ai giovani Saint di allenarsi e diventare più forti, la Palaestra. A lui si uniranno anche altri Bronze Saints: Yuna di Aquila, Ryuuhou di Dragon (il figlio di Shiryu, uno dei protagonisti de I Cavalieri dello zodiaco) e il "ninja Saint" Haruto di Wolf. Il malvagio Mars riesce però a conquistare sia la scuola che il Sanctuary, arrivando a fingersi il nuovo Gran Sacerdote eletto da Atena. Lo scopo suo e di sua moglie Medea è quello di tramutare la ragazza Aria in una "Nuova Atena" da utilizzare per trasferire il Cosmo della Terra su Marte, rendendo quest'ultimo rigoglioso e la prima un pianeta morto. A dargli manforte ci saranno anche i suoi figli Eden di Orion, Sonia di Hornet e una nuova generazione di Silver Saint e Gold Saint.  Mars distrugge il santuario delle 12 case erigendo la torre di babele e trasferendo il cosmo del pianeta terra, raccolto in punti precisi detti  rovine, e creare un nuovo mondo da lui governasti. In questi scenari Eden ruba dalle mane dei bronze saint e inviando lo scontro alle rovine dell’oscurità. Qui Mars uccide aria edificando le nuove 12 case dando inizio alla nuova battaglia.                                                                In realtà, dietro Mars, Medea, celebrante del dio apsu, pianifica gli eventi della resurrezione del dio oscuro insieme al gold saint dei pesci Amor. Apsu risorge nelle tenebre di kouga di pegaso e solo l’intervento di Seiya e le parole di yuna riescono a liberare il ragazzo. Infine il dio si batterà contro kouga stesso ai confini dell’universo e alla fine la luce dei cosmi dei giovani cavalieri saranno in grado di superare l’oscurità di Apsu.

### Seconda stagione
Tempo dopo la vittoria su Mars e Abzu, la dea Pallas (sorella di Atena) torna sulla terra sotto le sembianze di un'innocente ragazzina. Seiya, Gold Saint di Sagittarius, le viene inviato contro per eliminarla, ma nel momento decisivo esita, permettendo a Titan, il più potente e devoto dei guerrieri di Pallas, di condurla via. Pallas può quindi radunare l'esercito dei suoi seguaci, i Pallasite (刻闘士?, Parasaito), in grado di rubare il tempo alle persone, e lanciare il suo attacco contro la sorella. A difendere la dea combattono nuovamente i Bronze Saint protagonisti della prima stagione, fra cui primeggia ancora Kouga, ma anche quelli della serie originale, in più alcuni dei Gold Saint rimasti dopo la battaglia contro Mars e un nuovo personaggio: lo Steel Saint Subaru. Durante l'attacco alla base del nemico (la città di Pallasbelta), Kouga e i suoi amici scopriranno che dietro Pallas si cela in realtà un ulteriore misterioso avversario, molto più letale, e che l'unico modo per vincere la battaglia è raggiungere il livello di Cosmo mai risvegliato da nessuna delle precedenti generazioni di Saint: l'Omega.

## Media

### Anime
L'anime di Saint Seiya Ω è stato trasmesso su TV Asahi dal 1º aprile 2012 al 30 marzo 2014. La serie è stata resa disponibile in DVD e Blu-Ray a partire dal 28 agosto 2012. La pubblicazione della prima serie di DVD è terminata l'8 agosto 2013, per un totale di 13 volumi. La pubblicazione del primo capitolo della seconda serie è stata annunciata per il 24 gennaio 2014. Ogni volume contiene 4 episodi.
La suddivisione in saghe riportata sotto segue la suddivisione della serie in base ai titoli dati ai gruppi di episodi in base alla pubblicazione in DVD e Blu-Ray. Il titolo italiano delle saghe è una traduzione amatoriale di quello ufficiale riportato sui DVD.
| Nº | Titolo italiano                                       | Episodi | Trasmissione                  | Pubblicazione                | Fonti |
| Nº | Titolo italiano                                       | Episodi | Giappone                      | Giappone                     | Fonti |
| 1  | No titolo                                             | 1-51    | 1º aprile 2012-31 marzo 2013  | 8 agosto 2012 28 agosto 2013 | [ 2 ] |
| 2  | Saga dei New Cloth 「新生聖衣篇」 - Nyū Kurosu hen    | 52-77   | 7 aprile 2013-27 ottobre 2013 | 1º gennaio 2014              | [ 2 ] |
| 3  | Saga del risveglio dell'Ω 「Ω覚醒編」 - Ω Kakusei hen | 78- 97  | 3 novembre 2013-30 marzo 2014 | -                            |       |

### Musiche
La prima opening della serie è Pegasus Fantasy ver. Ω, una nuova versione della prima sigla della serie animata del 1987 eseguita dal gruppo musicale Make-Up (già interpreti della versione originale della sigla) e Shōko Nakagawa (doppiatrice di Saori Kido). A partire dall'episodio 28 la serie gode di una nuova opening chiamata Next Generation (新星Ω神話?, Nekusuto Jenerēshon, i kanji sono traducibili come "Mito della nuova stella". La Omega è usata come orpello grafico muto.) cantata dal gruppo musicale Root Five. La sigla del Capitolo dei New Cloth è stata Mirai Saint Omega ~Saint Evolution~ (未来聖闘士Ω～セイントエボリューション～ ?, Mirai Seinto Omega ~Seinto Eboryūshon~) ed eseguita dai Nagareda Project (流田Project?, Nagareda Purojekuto), mentre il seguente capitolo sarà eseguito dal gruppo femminile Cynthia. Non esistono sigle di chiusura.

### Manga
Il manga Saint Seiya Ω - New Cloth Tanjo-hen è stato serializzato a partire dal 26 marzo 2013 sulle pagine della rivista mensile Kerokero Ace della Kadokawa Shoten disegnato da Bau. La serializzazione su rivista avviene a cadenza mensile; il primo capitolo consta di 43 pagine di cui 8 a colori e narra gli avvenimenti del primo episodio della serie, anche se con alcune modifiche. I capitoli successivi seguono in linea di massima i fatti della seconda stagione. La serializzazione viene poi sospesa e i capitoli vengono raccolti in un volume unico, uscito il 29 di settembre.
| Titolo volume Giapponese 「Kanji」 - Rōmaji - Traduzione letterale | Data di prima pubblicazione              | Data di prima pubblicazione |
| Titolo volume Giapponese 「Kanji」 - Rōmaji - Traduzione letterale | Giapponese                               |                             |
| Saint Seiya Ω - New Cloth Tanjo-hen 「聖闘士星矢Ω－新生聖衣誕生編」 - Seinto Seiya Omega - Nyū Kurosu tanjō-hen – "Saint Seiya Omega - Capitolo della Nascita dei New Cloth" | 29 settembre 2013 ISBN 978-4-04-120868-7 |                             |
| Capitoli - 01. La nascita di un Saint (聖闘士誕生！?, Seinto tanjyō) - 02. La nascita di un New Cloth (新生聖衣誕生！?, Nyū kurosu tanjyō!) - 03. Alla ricerca del Saint leggendario (伝説の聖闘士そ探せ！！?, Densetsu no seinto so sagase!!) - 04. Il pensiero di Shun di Andromeda (アンドロメダ瞬の想い?, Andoromeda Shun no omoi) - 05. Il giuramento dei Saint di Atena ( アテナの聖闘士の誓い?, Atena no seinto no chikai) |                                          |                             |

### Altro
La Bandai ha pubblicato il videogioco Saint Seiya Ω - Ultimate Cosmo per la console PSP nell'autunno del 2012. Sono state prodotte carte collezionabili per il gioco Crusade a partire da giugno 2012, ciondoli, magliette e statuine in PVC. La serie ha anche beneficiato di due action figure di alcuni suoi personaggi nella linea myth cloth.